# Koeweit op de Olympische Zomerspelen 1976
Koeweit nam deel aan de Olympische Zomerspelen 1976 in Montréal, Canada. Net als bij de twee eerdere deelnames werd geen medaille gewonnen.

## Deelnemers en resultaten per onderdeel

### Atletiek
| Olympiër                                                                          | Onderdeel       | Resultaat | Prestatie                                          |
| --------------------------------------------------------------------------------- | --------------- | --------- | -------------------------------------------------- |
| Abdul Kareem Al-Awad                                                              | 100m (m)        | 60e       | serie 3: 6de in 11,27                              |
| Abdul Aziz Abdul Kareem                                                           | 200m (m)        | 29e       | serie 3: 4de in 22,44 kwartfinale 3: 8ste in 22,34 |
| Saleh Faraj                                                                       | 110m horden (m) | 23e       | serie 3: 8ste in 15,97                             |
| Abdul Latif Youssef Hashem                                                        | 400m horden (m) | 19e       | serie 3: 5de in 53,06                              |
| Abdul Aziz Abdul Kareem Abdul Kareem Al-Awad Ibrahim Al-Rabeeah Abdul Latif Abbas | 4x100m (m)      | 18e       | serie 2: 6de in 41,61                              |
| Mohamed Al-Zinkawi                                                                | kogelstoten (m) | 22e       | kwalificatie: 22ste met 13,17m                     |

### Judo
| Olympiër         | Onderdeel | Resultaat | Prestatie                                                                 |
| ---------------- | --------- | --------- | ------------------------------------------------------------------------- |
| Kamal Al-Athari  | -63kg (m) | 18e       | 1ste ronde: V van CAN Farrow                                              |
| Fahad Al-Farhan  | -70kg (m) | 19e       | 1ste ronde: V van GBR Morrison                                            |
| Ibrahim Muzaffer | -80kg (m) | 19e       | 1ste ronde: V van GBR Jacks                                               |
| Fahed Salem      | -93kg (m) | 9e        | 1ste ronde: vrij 2de ronde: V van JPN Ninomiya herkansingen: V van PRK An |

### Schermen
| Olympiër                                                           | Onderdeel       | Resultaat | Prestatie                                   |
| ------------------------------------------------------------------ | --------------- | --------- | ------------------------------------------- |
| Ahmed Al-Arbeed                                                    | floret (m)      | 49e       | 1ste ronde groep A: 7de met 0 overwinningen |
| Jamal Ameen                                                        | floret (m)      | 48e       | 1ste ronde groep E: 6de met 0 overwinningen |
| Abdul Nasser Al-Sayegh                                             | floret (m)      | 49e       | 1ste ronde groep B: 7de met 0 overwinningen |
| Ahmed Al-Arbeed Jamal Ameen Ali Al-Khawajah Abdul Nasser Al-Sayegh | floret team (m) | 11e       | 1ste ronde groep C: 4de met 0 overwinningen |

### Schoonspringen
| Olympiër          | Onderdeel    | Resultaat | Prestatie                          |
| ----------------- | ------------ | --------- | ---------------------------------- |
| Sulaiman Qabazard | 3m plank (m) | 27e       | voorronde: 27ste met 216,93 punten |

Amerikaanse Maagdeneilanden · Andorra · Antigua en Barbuda · Argentinië · Australië · Bahama's · Barbados · België · Belize · Bermuda · Bolivia · Bondsrepubliek Duitsland · Brazilië · Bulgarije · Canada · Chili · Colombia · Costa Rica · Cuba · Denemarken · Dominicaanse Republiek · Duitse Democratische Republiek · Ecuador · Egypte · Fiji · Filipijnen · Finland · Frankrijk · Griekenland · Groot-Brittannië · Guatemala · Haïti · Honduras · Hongarije · Hongkong · Ierland · IJsland · India · Indonesië · Iran · Israël · Italië · Ivoorkust · Jamaica · Japan · Joegoslavië · Kaaimaneilanden · Kameroen · Koeweit · Libanon · Liechtenstein · Luxemburg · Maleisië · Marokko · Mexico · Monaco · Mongolië · Nederland · Nederlandse Antillen · Nepal · Nicaragua · Nieuw-Zeeland · Noord-Korea · Noorwegen · Oostenrijk · Pakistan · Panama · Papoea-Nieuw-Guinea · Paraguay · Peru · Polen · Portugal · Puerto Rico · Roemenië · San Marino · Saoedi-Arabië · Senegal · Singapore · Sovjet-Unie · Spanje · Suriname · Thailand · Trinidad en Tobago · Tsjecho-Slowakije · Tunesië · Turkije · Uruguay · Venezuela · Verenigde Staten · Zuid-Korea · Zweden · Zwitserland